# Bayside Marketplace
Bayside Marketplace es un centro comercial al aire libre de dos plantas situado en Downtown Miami (Florida, Estados Unidos). Se encuentra entre el Bayfront Park al sur y el Kaseya Center al norte. Como sugiere su nombre, el centro está situado a orillas de la bahía Vizcaína, junto al puerto deportivo de la ciudad de Miami.

## Descripción
El complejo fue inaugurado en 1987, durante un importante boom del sector inmobiliario. En lugar de ser concebido para revitalizar una zona determinada, como sucede a menudo con este tipo de edificios, Bayside Marketplace fue construido para complementar a un puerto deportivo ya existente. La estructura se caracteriza por:
- una superficie de 21 000 m²;
- más de ciento veinte tiendas;
- actividades comerciales en dos plantas; y
- estacionamiento para mil doscientos automóviles.

El centro comercial es propiedad de la empresa Ashkenazy Acquisition Corporation de Nueva York y es visitado por unos veinticinco millones de personas al año.
Bayside Marketplace es servido por el Metro de Miami a través de la estación College/Bayside del Metromover.
El centro comercial es mencionado varias veces en la serie de televisión Miami Vice.